# Prionus howdeni
Prionus howdeni là một loài bọ cánh cứng trong họ Cerambycidae.